# Гулиев, Владимир Евгеньевич
Владимир Евгеньевич Гулиев (31 октября 1933 — 17 сентября 2015, Москва) — советский и российский юрист, специалист в области теории права и государства, доктор юридических наук (1971), профессор, заслуженный юрист Российской Федерации (1994), почётный лектор Школы права Университета Сан-Диего (США).

## Биография
В 1956 году окончил с отличием юридический факультет МГУ, до 1958 года — следователь прокуратуры.
В 1956—1961 годах — в аспирантуре МГУ. В 1962 году под научным руководством А. И. Денисова защитил кандидатскую диссертацию «Реакционная сущность буржуазно-реформистской теории „Государство всеобщего благоденствия“».
В 1961—1970 годах — преподаватель, доцент юридического факультета МГУ. С 1967 года начал работать в Институте государства и права АН СССР (РАН).
В 1971 году защитил докторскую диссертацию «Проблемы теории современного империалистического государства». Возглавлял сектор теории государства, а с 1993 года — главным научным сотрудником сектора сравнительного права Института государства и права.
В 1990—1992 годы — советник Министра юстиции РФ.
В 1991 году был избран членом Центральной избирательной комиссии по выборам народных депутатов РСФСР. В 1993—1995 годы — консультант Главного правового управления Президента РФ.
Выступал в Конституционном Суде в качестве эксперта. Член рабочей группы по разработке Конституции РФ, руководитель группы экспертов Конституционного Совещания, участник рабочей группы (представитель Президента РФ) по разработке конституционного закона «О Конституционном Суде РФ», один из разработчиков законов об адвокатуре, о нотариате, член Гильдии российских адвокатов и советник президента Гильдии, консультант Российского Фонда правовых реформ.
Умер 17 сентября 2015 года в Москве.

## Научная деятельность
Около 300 научных трудов, в том числе 12 монографий, 7 брошюр. Ответственный редактор четырёхтомного курса «Марксистско-ленинская общая теория государства и права», двухтомного курса «Политические учения: история и современность».
Автор статей в БСЭ, юридических энциклопедиях, комментариев Конституции РФ.
Основные монографии: «Империалистическое государство» (1965); «Государство и современный капитализм» (1970); «Теория конвергенции политико-правовых систем» (1972); «Отчужденное государство» (1999).
В 2010 году был официальным оппонентом на защите диссертаций на соискание учёной степени доктора юридических наук А. В. Арендаренко и председателя Мосгордумы В. М. Платонова, в которых, по данным ресурса «Диссернет», имеются заимствования.